# ویلهلم پترس
ویلهلم پترس (انگلیسی: Wilhelm Peters؛ زاده ۲۲ آوریل ۱۸۱۵ درگذشته ۲۰ آوریل ۱۸۸۳) یک زیست شناس اهل آلمان بود.